# Tipula (Yamatotipula) poliocephala
Tipula (Yamatotipula) poliocephala is een tweevleugelige uit de familie langpootmuggen (Tipulidae). De soort komt voor in het Palearctisch gebied.